# Asociación de Radios Universitarias Nacionales Argentinas
La Asociación de Radios Universitarias Nacionales Argentinas, o ARUNA, fue fundada el 7 de julio de 1998, en el marco creciente del fenómeno de las radios de baja potencia que nacieron y se diseminaron con rapidez por el territorio argentino. Es una entidad sin fines de lucro con sede en la ciudad de Buenos Aires que agrupa a las distintas Universidades Nacionales que tienen emisoras de radiodifusión sonora para colaborar con sus actividades y defender sus intereses; fomentar, apoyar y desarrollar programas de capacitación de recursos humanos en el sector, propender a mejorar la legislación general que atañe a la radiodifusión universitaria vinculando a esta asociación con las similares nacionales o extranjeras.